# セーガン (小惑星)
セーガン(2709 Sagan)は、岩石質のフローラ族の小惑星である。小惑星帯内側の直径約6.7kmの軌道を公転する。1982年3月21日にアメリカ合衆国の天文学者エドワード・ボーエルがアリゾナ州フラッグスタッフ近郊のローウェル天文台アンダーソン・メーサ観測所で発見し、天文学者、作家のカール・セーガンの名前に因んで名付けられた。

## 軌道と分類
セーガンは、岩石質の小惑星で最も大きい分類であるフローラ族に属する。小惑星帯内側領域の太陽から2.0-2.3天文単位の軌道を3年3か月（1,188日）かけて公転する。軌道離心率は0.07、黄道に対する軌道傾斜角は3°である。

## 物理的性質
SMASS分類では、S型小惑星に分類される。広視野赤外線探査機の観測によると、アルベドは0.26である。自転周期は5.254から5,258時間で、0.09から0.63等級変化する。

## 命名
この小惑星は、コーネル大学の惑星科学者で、作家、科学誌「イカロス」(Icarus)の編集者、惑星協会の設立者であるカール・セーガンを称えて名付けられた。セーガンは、外宇宙を目指すボイジャー計画や、火星を目指すマリナー9号、バイキング計画等、多数の惑星ミッションに参画した。
セーガンの研究は、金星の温室効果、タイタンの大気と地表、火星の大気中に舞う塵、そして知的地球外生命の可能性等を網羅していた。セーガンは、1978年にピューリッツァー賞 一般ノンフィクション部門を受賞した。命名の由来は、1982年8月4日に小惑星センターから公式に公表されている(M.P.C. 7158)。
1988年に発見された小惑星(4970)ドルーヤンは、セーガンの妻であるアン・ドルーヤンの名前に因んで名付けられた。セーガンに対して「結婚指輪軌道」にあると言われている。